# Pont del Gard
El pont del Gard és un aqüeducte romà del segle I d.C. que es troba al terme municipal de Vèrç, Departament del Gard, Occitània, França 
És un dels aqüeductes romans més ben conservats del món. Des del 1985 figura inscrit a la Llista de Patrimoni Mundial de la UNESCO. Així mateix, ha estat declarat Grand Site de França (2004, 2011)
El pont del Gard és, de fet, un tram de la llarga conducció (de gairebé 50 km de llargada) que portava aigua a la ciutat romana de Nimes (Nemausus) des de les fonts situades a Usès. N'és, però, el tram més emblemàtic i més ben conservat. Es tracta, certament, d'una obra mestra de l'arquitectura i de l'enginyeria hidràulica romanes que permet salvar un desnivell d'uns 50 metres d'alçada i uns 275 metres de llargada per sobre del riu Gard.

## Història
Abans del segle i aC, la ciutat romana de Nemausus tenia la necessitat d'aigua coberta amb la font sagrada (Jardí de la Font). Amb el creixement de la població i la monumentalització de la ciutat els recursos d'aigua van resultar insuficients i això va determinar la construcció d'un aqüeducte. L'obra es va dur a terme entre els anys 40 i el 60 d.C. sota els regnats de Claudi i Neró i es va finançar amb impostos.
Aquest aqüeducte transportava aigua des d'unes fonts situades a Usès i recorria uns 50 km. fins a arribar a Nimes. Es tractava, doncs, d'una conducció molt llarga que per a la seva realització requeria profunds coneixements del territori i d'enginyeria. La conducció funcionava per gravetat. El desnivell entre el punt de captació de l'aigua i el Castellum divisorium de Nimes on acabava la conducció era tan sols de 12 metres. Per salvar els desnivells es van construir ponts de dimensions variables, segons les necessitats. 19 en total. El més gran de tots era el Pont del Gard.
Els romans, doncs, van haver de planificar i construir l'aqüeducte amb una gran precisió per permetre a l'aigua escolar-se per gravetat fins a Nimes. L'aqüeducte complet té un pendent mitjà de 24 cm. per quilòmetre, cosa que és una proesa tecnològica destacable. Té un trajecte sinuós per poder aprofitar al màxim els relleus (a vol d'ocell, Usès és només a 20 km. de Nimes).
Concretament, el Pont del Gard es va construir perquè l'aigua pogués travessar la vall del riu Gard i aportar 35.000 metres cúbics d'aigua per dia a Nimes. L'aigua corrent passava una jornada sencera per arribar per gravetat des del punt de captació, situat a prop d'Usès, fins a l'obra de repartició, encara visible al carrer de la Lampèze, a Nimes, i anomenada Castellum divisorium. Nemausus disposava d'un cert nombre de pous i d'una font properaː així, doncs, la construcció de l'aqüeducte no era conseqüència d'una necessitat vital, sinó que es tractava d'una obra prestigi destinada a l'alimentació de les termes, els banys i altres fonts de la ciutat.
La conducció va restar en servei fins al segle vi. Durant l'Edat Mitjana es van extreure pedres d'algunes parts altes del Pont del Gard per a la construcció d'edificis a Nimes.
Al segle xviii es va adossar a pis inferior un pont apte per al trànsit de vehicles segons projecte de l'enginyer Henri Pitot (1745).
La valoració del Pont del Gard com a monument es percep ja en les pintures i gravats dels segles xvii i XVIII que el representen de forma idealitzada i també en algunes reparacions dutes a terme per assegurar-ne la conservació. La representació més antiga que se'n coneix data de 1560. El 1840 va ser inscrit a la llista de monuments francesos. Entre 1842 i 1859 va ser restaurat sota la direcció dels arquitectes Charles Auguste Questel i Charles Laisné i gràcies a l'impuls de Prosper Merimée.
Amb la declaració de Patrimoni Mundial l'any 1985 comencen un seguit d'actuacions per a la posada en valor del monument i del seu entornː restauració, prohibició de la circulació de vehicles, protecció de l'espai natural que l'envolta, nous edificis per a serveis i equipaments, etc. Des de l'any 2003 el Pont del Gard és gestionat per un ens sota la forma juridica anomenada EPCC en el qual conflueixen diverses administracions.

## Descripció
Es tracta d'un pont constituït per la superposició de tres pisos d'arcades de mig punt, cada un d'ells de dimensions diferents. Fa 48,7 metres d'alçada màxima i assoleix els 275 metres de llargada.
El pis inferior consta de 6 arcades suportades per robustos pilars amb trencaaigües. Assoleix els 22 metres d'alçada, aproximadament. Sobre aquest, el pis mitjà, una mica més prim que l'inferior, consta d'onze arcades i la seva alçada és d'uns 19 metres. Per fi, el tercer pis, de només 7 metres d'alçada aproximadament i encara més prim, consta de 35 arcades (en l'actualitat, ja que originalment eren 47) i conté la conducció d'aigua pròpiament dita.
La construcció és a base de pedra local (majoritàriament d'una pedrera propera anomenada l'Estel) i feta pel procediment anomenat opus quadratum. Els carreus són de grans dimensions i assentats sense la utilització de morter. Al pis superior es constata la utilització de la tècnica constructiva anomenada opus vittatum amb pedres de mida menor. Es calcula que el volum total de pedres utilitzat en la construcció del Pont del Gard arriba als 21.000 metres cúbics i que la durada de l'obra devia ser d'uns 5 anys,
A l'entorn del Pont del Gard, formant una extensa àrea protegida, es troben des de l'any 2000 diversos serveis i equipaments per acollir eficientment els visitants, molt nombrosos, ja que es tracta d'un dels monuments més visitats de França. El projecte es deu a l'arquitecte Jean Paul Viguier. Sobresurt un gran edifici semi soterrat on es troben una ludoteca, una sala de projeccions i un museu que amb museografia renovada aporta informació i coneixements per a la interpretació del Pont del Gard des de diversos punts de vista, fent èmfasi en la construcció en època romana. Aquests continguts són el resultat d'una recerca pluridisciplinar sobre el monument impulsada des del 1984 per l'arqueòleg Jean-Louis Fiches,